# Museum für Antike Schifffahrt

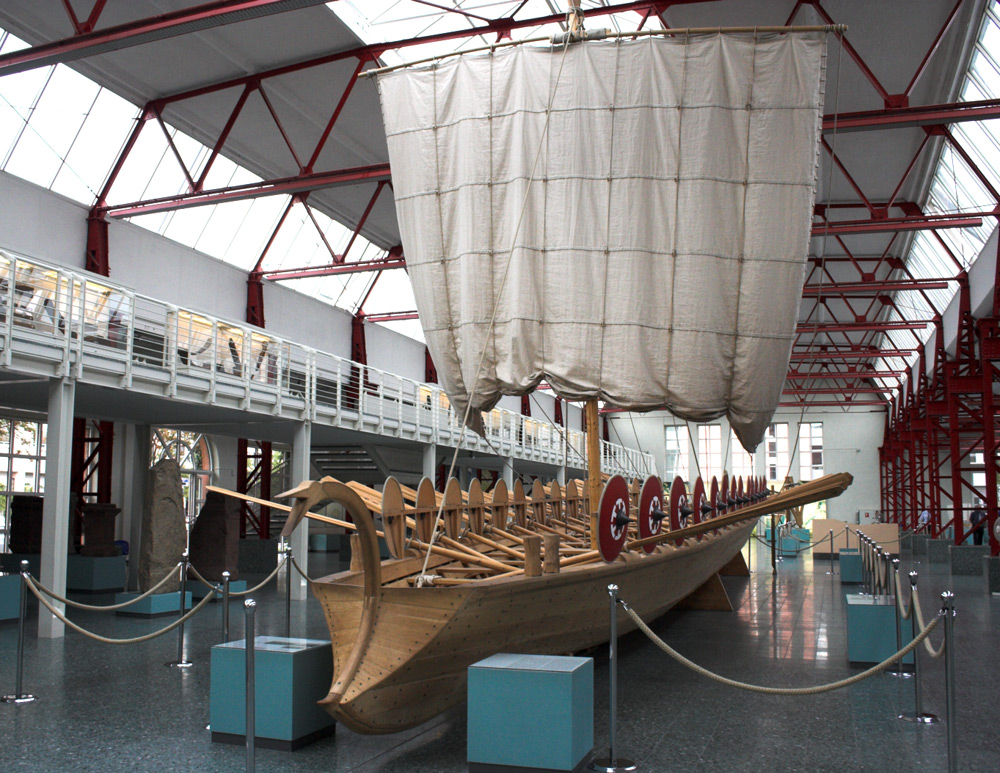
Rekonstruktion einer römischen Navis lusoria im Museum für Antike Schifffahrt

Das Museum für Antike Schifffahrt in Mainz wurde 1994 in der ehemaligen Großmarkthalle (davor Eisenbahnreparaturwerkstatt der Hessischen Ludwigsbahn) am Südbahnhof als Außenstelle des Leibniz-Zentrum für Archäologie (LEIZA)  eröffnet, nachdem 1981/82 bei Bauarbeiten in Rheinnähe die guterhaltenen Überreste mehrerer Schiffe aus spätrömischer Zeit, die so genannten Mainzer Römerschiffe, gefunden wurden. Es handelte sich um zwei unterschiedliche Kriegsschifftypen der spätrömischen Rheinflotte sowie um weitere Schiffsarten.
Zu den Exponaten zählen Überreste von fünf römischen Kriegsschiffen aus dem 4. Jahrhundert, Nachbauten in Originalgröße, das Fragment eines Lastkahnes, viele Schiffsreliefs und Steindenkmale sowie Modelle und Schautafeln, die zusätzlich über den antiken Schiffbau generell, Bautechnik und römisches Flottenwesen in den germanischen Provinzen und im gesamten Imperium informiert.
Dem Museum ist eine Werkstatt angeschlossen, bei der die Besucher die Möglichkeit  haben, den Mitarbeitern bei der Herstellung antiker Schiffsmodelle zuzuschauen.
Mitte April 2010 wurde das Museum wegen umfangreicher Sanierungs- und Umbaumaßnahmen geschlossen.
Nach langer Verzögerung konnte es am 13. Dezember 2011 wiedereröffnet werden. Neben einer Umstrukturierung der Ausstellungsflächen war die didaktische Seite der Ausstellung verändert worden. Die energetischen Veränderungen dienten neben der Kostenreduzierung auch der besseren Erhaltung der originalen Funde. Das Museum wurde im Juli 2022 erneut geschlossen und soll voraussichtlich im Frühjahr 2026 wieder geöffnet werden. Nach einer Umstrukturierung und Neuaufstellung der Ausstellung soll nicht nur die römische Schifffahrt, sondern das Transportwesen der Antike allgemein thematisiert werden.
Der Besuch der Dauerausstellung ist kostenlos.